# 8 (cifră)
Opt este o cifră notată în scrierea arabă 8 sau romană VIII, este un număr compus, par, pozitiv. Cifra opt se află în șirul crescător de numere naturale între cifra 7 și cifra 9, după valoare.

## Istorie
Inițial, diverse grupuri din India l-au scris pe opt mai mult sau mai puțin într-o linie curbă care arăta ca un H. La un moment dat acest simbol semăna cu cifra 5 modernă. Apoi, arabii Ghubar au suprimat simbolul prin conectarea începutului cu capătul liniei, în cele din urmă, europenii au rotunjit simbolul, ceea ce a dus la  cifra 8 modernă.
La fel ca cele mai multe tipuri de caractere moderne, caracterul 8 are de obicei în scris o formă ascendentă, ca de exemplu în .

## Sistem de numerație
| Bază                           | Sistem de numerație            | Reprezentare |
| ------------------------------ | ------------------------------ | ------------ |
| 2                              | Binar                          | 1000         |
| 3                              | Ternar                         | 22           |
| 4                              | Cuaternar                      | 20           |
| 5                              | Cvinariu                       | 13           |
| 6                              | Senar                          | 12           |
| 7                              | Septenar                       | 11           |
| 8                              | Octal                          | 10           |
| peste 8 (zecimal, hexazecimal) | peste 8 (zecimal, hexazecimal) | 8            |

## Grafică actuală
Grafica actuală e redată în tabelul următor.
| Alfabet          | Cifră | Alfabet    | Cifră | Alfabet   | Cifră | Alfabet  | Cifră |
| ---------------- | ----- | ---------- | ----- | --------- | ----- | -------- | ----- |
| Amharică         | \|    | Arabă      | ٨     | Bengali   | ৮     | Birmană  | \|    |
| Chineză-Japoneză | 八    | Devanāgarī | ८     | Gujarati  | ૮     | Gurmukhî | ੮     |
| Kannara          | ೮     | Khmer      | ໘     | Malayalam | ൮     | Oriya    | ୮     |
| Tamil            | ௮     | Télugu     | ౮     | Thai      | ๘     | Tibetană | ༨     |

- În codul morse, 8 se scrie « ---·· »

## Curiozități
{\displaystyle {\begin{array}{ll}1&\times 8+1=9\\12&\times 8+2=98\\123&\times 8+3=987\\1234&\times 8+4=9876\\12345&\times 8+5=98765\\123456&\times 8+6=987654\\1234567&\times 8+7=9876543\\12345678&\times 8+8=98765432\\123456789&\times 8+9=987654321\end{array}}}

## În matematică
8
- Este al treilea număr compus.[1][2]
- Este un număr harshad în orice bază.[3][4]

## În știință
- Este al doilea număr magic în fizica nucleară.[5]

Dharmacakra, ce reprezintă Nobila Cale Octuplă.

- Începând cu anul 2006, în sistemul nostru solar, opt dintre corpurile care orbitează Soarele sunt considerate a fi planete.
- Numărul atomic al oxigenului.
- Numărul formelor alotropice ale carbonului.
- Păianjenii au 8 picioare și 8 ochi.
- Caracatițele au 8 tentacule.
- Timothy Leary a identificat o ierarhie de opt nivele de conștiință.
- În dentiția unui om adult există opt dinți pe fiecare cadran (al optulea este molarul de minte).
- În jocul de șah sunt 8 linii și 8 coloane.

## În religie
- Dharmacakra, un simbol budist  ce reprezintă Nobila Cale Octuplă, are opt spițe.
- În iudaism, circumcizia are loc în a opta zi de viață a băiețelului.
- În creștinism sunt 8 Fericiri.
- În Apocalipsa, Anti-Cristul este al optulea împărat.
- Opt Nemuritori sunt semizei în China.
- Hanuka este o sărbătoare evreiască de opt zile, care începe pe data de 25 a lunii Kislev.

## În cultura populară
- În serialul TV LOST: Naufragiații, 8 este unul dintre cele 6 numere recurente (4, 8, 15, 16, 23, 42) care apar frecvent pe tot parcursul emisiunii.

## Alte domenii
- După 8 ani de căsătorie este aniversată nunta de bronz sau nunta de lut.[6]